# Shashe Bridge
Shashe Bridge is een dorp in het district North-East in Botswana. De plaats telt 1095 inwoners (2011).